# Camille Rogier
Pour les articles homonymes, voir Rogier.
Camille Adolphe Rogier est un peintre et illustrateur français né le 1er février 1810 à Meynes (Gard) et mort le 18 mars 1896 à Paris.

## Biographie
Fils de notaire, Camille Rogier préfère étudier le dessin, l'aquarelle et la gravure et fait ses études à Toulouse. Devenu peintre orientaliste, il fait ses débuts au Salon de 1831. Membre du Petit-Cénacle, il voyage en Italie puis devient un grand ami de Gérard de Nerval qu'il emmène à Constantinople et qui le citera dans plusieurs de ses romans. Installé à Constantinople en face de chez Théophile Gautier, qui devient aussi un fidèle ami et lui loue un appartement (1834), il accueille chez lui de nombreux artistes comme Maxime Du Camp ou Gustave Flaubert. À son retour à Paris, il devient illustrateur pour L'Illustration puis plus tard, est nommé grâce à l'appui d'Étienne Arago, directeur des postes à Beyrouth.

## Ouvrages illustrés
Rogier publia de nombreuses lithographies dans, entre autres, Le Monde dramatique, le Journal des enfants et le Journal des gens du monde et illustra de nombreux écrivains : E.T.A. Hoffmann, Chateaubriand, Hugo, Arsène Houssaye.
- La Turquie. Mœurs et usages des orientaux au dix-neuvième siècle. Scènes de leur vie intérieure et publique. Harem, bazars, cafés, bains, danses et musique, coutumes levantines, etc., introduction par Théophile Gautier, Plon, 1848.

## Œuvre graphique
- Les Deux Archers, avant 1827 [?], aquarelle, Paris, Maison de Victor Hugo[4].
- Jeune ottomane tenant un vase de fleurs
- Fumeurs de Chibouk
- Homme devant des ruines
- Odalisque allongée
- Les Contes de Boccace (1835)
- Cheminée d'un café à Scutari (1846)
- Promeneurs aux abords de la colonnade de Bacchus à Latakieh (v.1855), Musée d'art et d'histoire de Narbonne[5]
- Paysage de Syrie (v.1880)
- Réunion de femmes

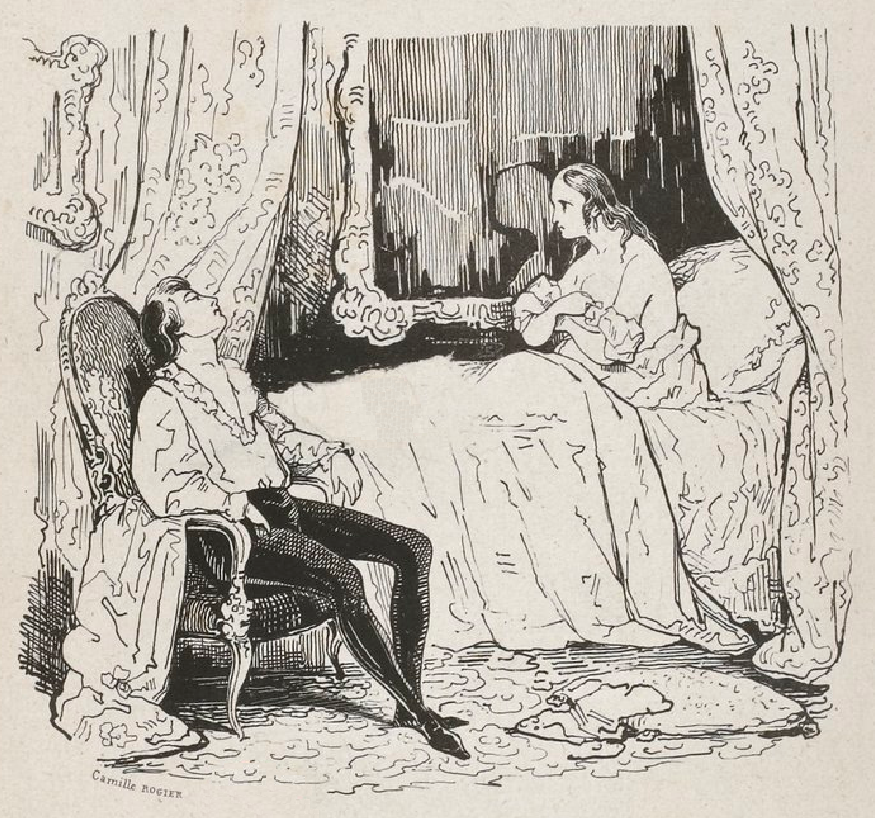
Illustration pour Un roman pour les cuisinières d'Émile Cabanon, Paris, 1834, page 2.
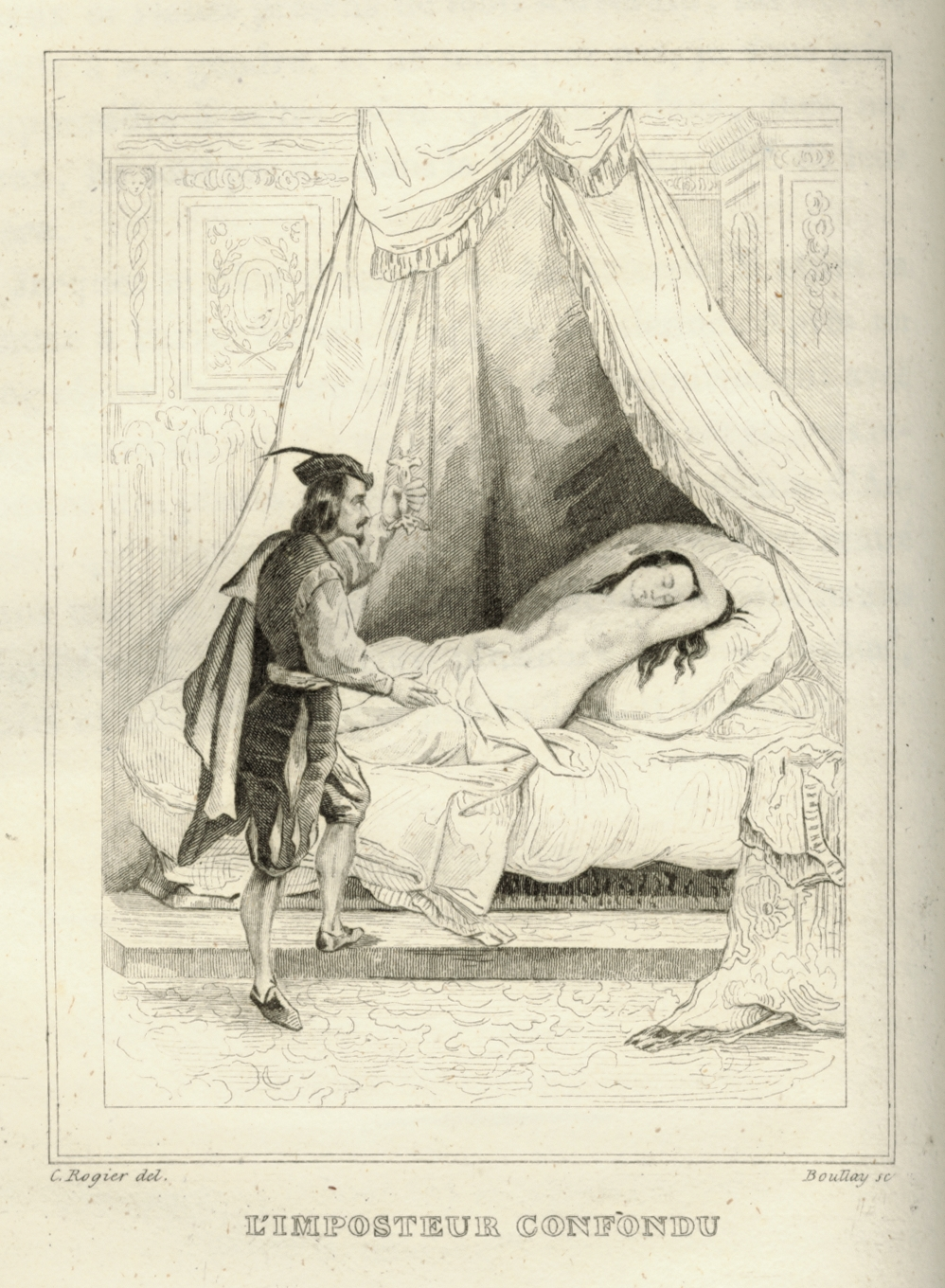
Composition pour les Contes de Boccace (Paris, Camuzaeux, 1835)
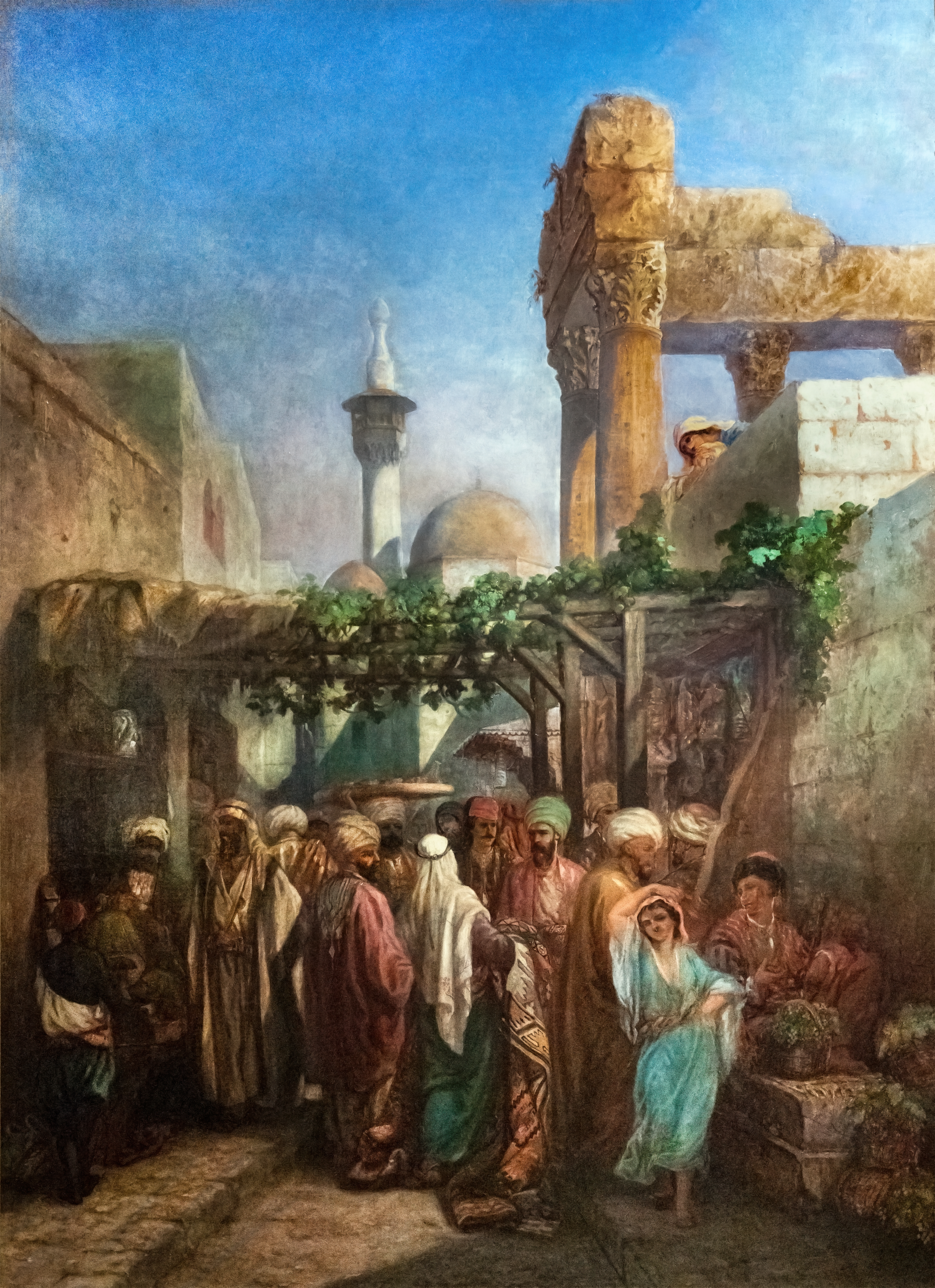
Promeneurs aux abords de la colonnade de Bacchus à Latakieh - Musée des Beaux-Arts de Narbonne (v. 1855)